# Ангола на літніх Олімпійських іграх 2020
Анголу на літніх Олімпійських іграх 2020 представляли двадцять спортсменів у п'яти видах спорту.

## Спортсмени
| Вид спорту       | Чоловіки | Жінки | Загалом |
| ---------------- | -------- | ----- | ------- |
| Легка атлетика   | 1        | 0     | 1       |
| Гандбол          | 0        | 14    | 14      |
| Дзюдо            | 0        | 1     | 1       |
| Вітрильний спорт | 2        | 0     | 2       |
| Плавання         | 1        | 1     | 2       |
| Загалом          | 4        | 16    | 20      |